# نحت العظام

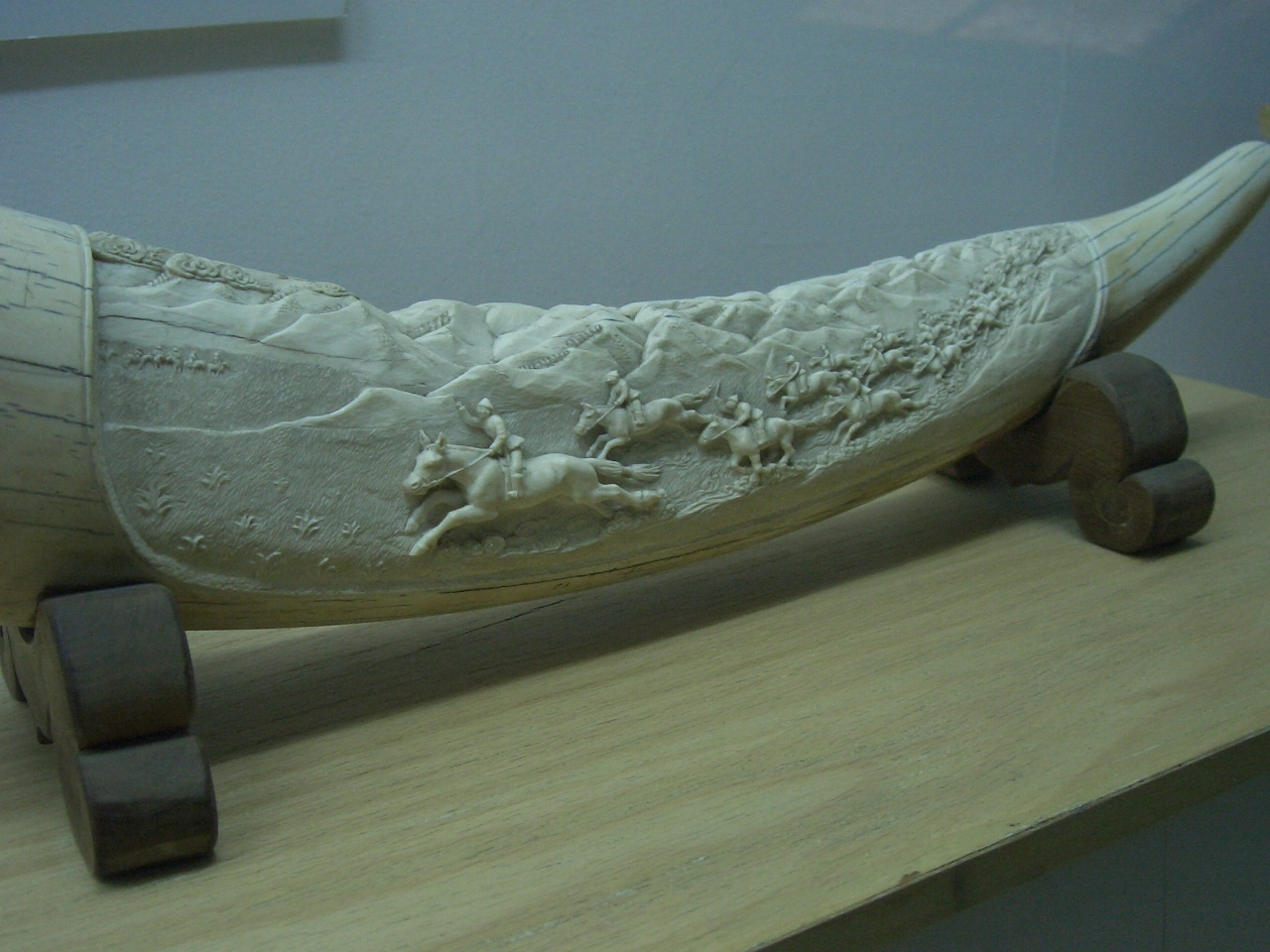
نحت عظمي من منغوليا الداخلية.

نحت العظام (بالإنجليزية: Bone carving)‏ هو فن إنشاء أشكال فنّية بواسطة نحت عظام الحيوانات بما في ذلك القرون. وقد ينتج عن ذلك تشكيل فني للعظم أو شكل مختلف. اشتهر هذا الفن في العديد من الحضارات حول العالم، وقد اعتبر فناً رخيصاً، لكنه اليوم يعتبر بديلاً قانونياً لنحت العاج. كان نحت العظام أحد أهم فنون عصور ما قبل التاريخ، وقد عثر على العديد من الأشكال التي تصور الوعل وتماثيل فينوس المنحوتة.
استخدم الفنانون والنحاتون العظام أيضاً لتجربة تصاميمهم قبل تنفيذها على المعادن، وقد كانت هذه القطع تعرف بـ «قطع التجارب».